# Gazaj
Gazaj (en azerí: Qazax) es una localidad de Azerbaiyán, capital del raión homónimo.
Se encuentra a una altitud de 381 m sobre el nivel del mar. 

## Historia
En la antigüedad, el distrito de Gazaj era parte de la provincia de Utik, una parte del Reino de Armenia hasta el 387 d. C. historiadores grecorromanos desde el siglo II a. C. hasta el siglo IV d. C. afirman que Utik era una provincia de Armenia, con el río Kurá que separaba a Armenia de Albania.
En el siglo XVIII, Gazaj fue la capital del sultanato de Gazaj. Durante el Imperio ruso, la ciudad fue el centro administrativo de Gazaj uezd de la Gobernación de Elizavétpol. Se encuentra a 10 km de la estación de Agstafa del ferrocarril Transcaucásico. En la cúspide del genocidio armenio durante los años 1905-1906, muchas casas armenias fueron incendiadas y saqueadas, así como la escuela y la iglesia armenia. Como resultado, muchos habitantes armenios huyeron a Tiflis y otras áreas pobladas por los armenios.
En 1930, Gazaj se convirtió en el centro administrativo del Raión Gazaj del Azerbaiyán soviético, ya que los primeros bolcheviques adjudicaron la región al Azerbaiyán soviético. Gazaj pasó a la República Socialista Soviética de Azerbaiyán sin mucho ruido o resistencia, mientras que es difícil sobrestimar su importancia estratégica para los proyectos regionales de energía y comunicación de Azerbaiyán-Georgia-Turquía de hoy en día.
En julio de 2020, Gazaj se convirtió en escenario de los enfrentamientos con Armenia.

## Demografía
Según estimación 2010 contaba con 21 059 habitantes.